# Se te nota
«Se te nota» es una canción interpretada por el cantante puertorriqueño Guaynaa y la cantante venezolana Lele Pons. La canción fue lanzada el 3 de septiembre de 2020. Fue coescrita y coproducida por Honeyboos, Mau y Ricky, Nobeat y Gale. 
Es el mayor éxito de la cantante venezolana Lele Pons, contando con más de 454 millones de reproducciones en el video musical. Mientras que para el cantante puertorriqueño Guaynaa es el segundo mayor éxito, detrás de ReBoTa con 547 millones de reproducciones en el video musical.

## Posicionamiento en listas
| Lista (2020)                  | Posición más alta |
| ----------------------------- | ----------------- |
| Italia (Ultratop IT)          | 62                |
| España (Ultratop ES)          | 17                |
| Portugal (Ultratop PT)        | 163               |
| Colombia (Los 40 Principales) | 1                 |
| Francia (SNEP)                | 8                 |
| Argentina (Billboard Hot 100) | 18                |
| Perú (UNIMPRO)                | 13                |
| Guatemala (AGINPRO)           | 10                |

## Certificaciones
| País (organismo certificador) | Certificación | Unidades certificadas |
| ----------------------------- | ------------- | --------------------- |
| Chile                         | Oro           | 96 000                |
| Italia                        | Oro           | 35 000                |
| España                        | Platino       | 40 000                |
| Estados Unidos                | 3× Platino    | 180 000               |
| México                        | 2× Diamante   | 600 000               |